# David Smith (Bildhauer)

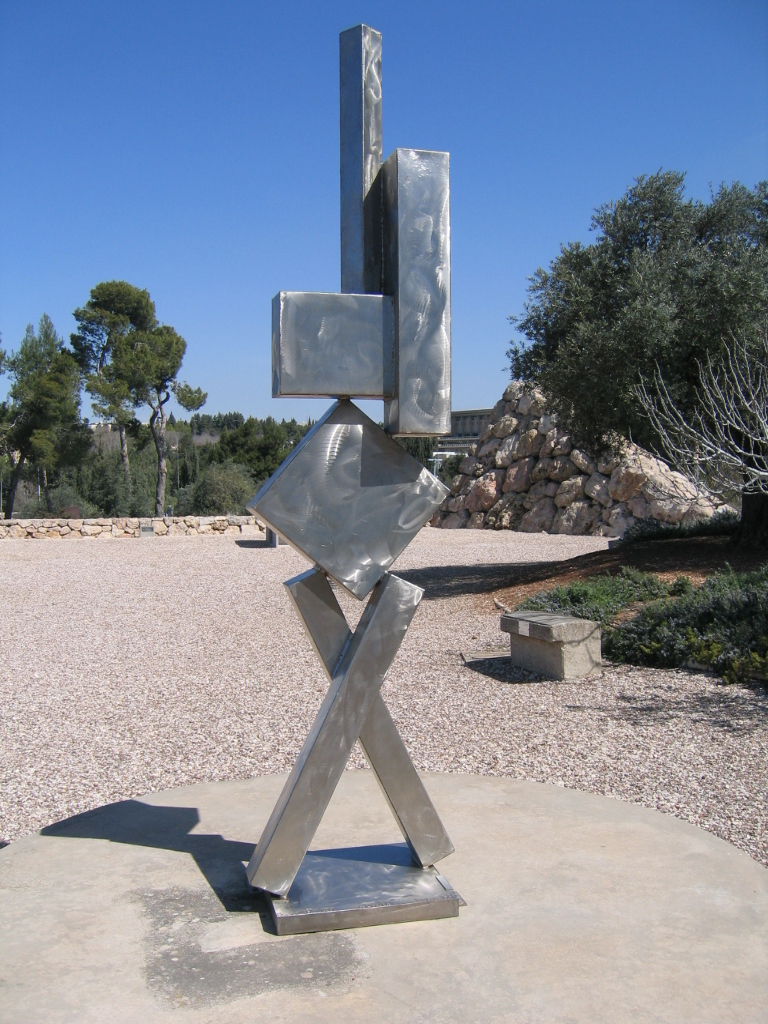
David Smith, CUBI VI, 1963, Stahlskulptur

David Smith (* 9. März 1906 in Decatur, Indiana; † 23. Mai 1965 in Bennington, Vermont) war ein amerikanischer Maler und Bildhauer, der dem abstrakten Expressionismus zuzuordnen ist. Er ist für seine großen Stahlskulpturen (insbesondere die Cubi- und die Voltri-Serie) bekannt.

## Leben und Werk
David Smith’ Vater Harvey war Ingenieur bei einer Telefongesellschaft, seine Mutter Golda Lehrerin. Anfangs war Smith als Schweißer in einer Autofabrik in South Bend (Indiana) angestellt, wo er sich Fertigkeiten in der Metallbearbeitung aneignete. Nach dem Studium an der Ohio University und an der University of Notre Dame schloss er sich der Art Students League of New York an, wo er durch den tschechischen Maler Jan Matulka auf die Werke von Picasso, Mondrian, Kandinsky und der russischen Konstruktivisten aufmerksam wurde. 1927 heiratete der die Malerin Dorothy Dehner und schloss Freundschaft mit anderen großen Künstlern dieser Zeit wie Arshile Gorky, Willem de Kooning, Jackson Pollock und vor allem John D. Graham (1886–1961), der ihn mit der abstrakten Kunst vertraut machte.
Inspiriert von seiner Malerei und den geschweißten Plastiken von Pablo Picasso und Julio Gonzáles, begann er, nach ersten Holzskulpturen 1932, in den Jahren 1933/34 Skulpturen in Stahl anzufertigen. Dabei verwendete er bevorzugt zufällig gefundenes Material, wie Werkzeuge und Maschinenteile, das er „malerisch“ zusammenfügte. Bei einer seiner ersten Skulpturen Construction (Lyndhaven) von 1932, die nach einem mehrmonatigen Aufenthalt auf den Jungferninseln entstand, fügte er gegossene Teile aus Blei mit Eisenstäben und Korallenstücken zu einer stehenden Figur zusammen. Nach einem Europaaufenthalt 1935/36 gestaltete Smith, beeinflusst durch Arbeiten von Ludwig Gies und Karl Goetz, in den Jahren 1937 bis 1940 seine Medals for Dishonor (Unehrenmedaillen). Die fünfzehn Bronzeplaketten stellen in der Tradition Goyas eine Anklage gegen die moralische Heuchelei und den Schrecken des Krieges dar. Bombing Civilian Populations (1939) zeigt einen zerfetzten weiblichen Torso, der ein ungeborenes Kind freigibt. Währenddessen arbeitete Smith als Schweißer in einer Fabrik und konnte sich erst wieder Ende der 1940er Jahre der Plastik zuwenden. 1950 entstand mit Blackburn – Lied eines irischen Schmieds (Blackburn: Song of an Irish Blacksmith) eine Skulptur aus Stahl und Bronze, die in einer baumähnlichen Form florale Strukturen aufwies und phantastische Elemente beinhaltete.
1962 wurde er von der italienischen Regierung eingeladen, Skulpturen für die Ausstellung Festival of Two Worlds in Spoleto zu fertigen, wofür ihm ein aufgelassenes Stahlwerk in Voltri zur Verfügung gestellt wurde. Innerhalb von 30 Tagen stellte er die 27 Werke seiner Serie Voltri-Skulpturen fertig. Anschließend fertigte er eine Cubi-Serie. Cubi XXVIII wurde am 28. November 2005 bei Sotheby’s New York mit einem Auktionspreis von 23,8 Millionen Dollar von dem Kunsthändler Larry Gagosian erworben. Es wurde damit zum teuersten zeitgenössischen Kunstwerk.
David Smith war 1954 und 1958 Teilnehmer der Biennale in Venedig und hatte 1957 eine Einzelausstellung im Museum of Modern Art in New York. Er war auf der documenta II (1959), der documenta III (1964), und auch posthum auf der 4. documenta (1968) und der documenta 6 im Jahr 1977 in Kassel vertreten. Dietrich Mahlow veranstaltete im Januar 1967 in der Kunsthalle Nürnberg von ihm eine Einzelausstellung.
1965 starb David Smith im Alter von 59 Jahren bei einem Autounfall.